# خمریه (ادبیات عرب)
خمریه (و جمع آن به شکل خمریات) یا باده‌سرایی نوعی از اشعار در ادبیات عرب است که به توصیف شراب بیان می‌شود. از شاعران بزرگ خمریه‌سرا در ادبیات عرب می‌توان به اعشی اکبر (متعلق به دوره جاهلی) اخطل (متعلق به دوره راشدی و اموری) و ابونواس (متعلق به دوره عباسی) نام برد. از ابونواس به عنوان بزرگترین شاعر خمریه‌سرای عرب نام برده می‌شود از دوازده هزار بیت شعر وی ۲۷۵ بیت خمریه محسوب می‌شوند. که تأثیر زیادی روی شاعران بعد از خود و حتی شاعران فارسی‌زبان همچون منوچهری دامغانی داشته‌است
اوج خمریات در ادبیات عرب در زمان عباسیان اتفاق افتاد.
خمریات عرب مادر خمریات در ادبیات فارسی شناخته می‌شود. اما احترام رضایی این موضوع را مردود می‌شمارد و می‌نویسد خمریات عرب بیشتر بر پایه قصیده‌اند اما در ادبیات فارسی با وجود آنکه شکل غالب قصیده است اما در دیگر گونه‌ها مانند مسمط، ترجیع‌بند، ترکیب‌بند، قطعه نیز وجود دارد و محتوای خمریات عرب بیشتر به مفاخره برای نوشیدن شراب می‌پردازد و در دوره‌های متاخر آن مانند اخطل به کهنه کردن شراب نیز اشاراتی می‌شود اما محتوای خمریات در ادبیات فارسی بسیار غنی‌تر معمولاً به شکل داستان و نه توصیف و نمادین‌تر (مانند قصیده مادر می رودکی) هستند به گونه‌ای که بعدها به ساقی‌نامه‌ها تکامل پیدا می‌کند. به نظر رضایی «هر جا باده‌ای بوده و شاعری، شعر خمری نیز وجود داشته‌است.»